# Scrobigera milioniata
Scrobigera milioniata är en fjärilsart som beskrevs av Swinhoe 1892. Scrobigera milioniata ingår i släktet Scrobigera och familjen nattflyn. Inga underarter finns listade.